# 弟媛
弟媛（おとひめ）は、呉王（中国南朝皇帝）が倭国に献じたという縫工女。

## 人物
『日本書紀』によると、応神天皇37年、天皇は阿知使主らを呉（中国南朝を指す）に派遣し、対して呉王は4人の縫工女（兄媛、弟媛、呉織、穴織）を献じたという。阿知使主らは、応神天皇41年に帰朝し、弟媛をオオサザキノミコト（仁徳天皇）に献上したという。